# Wyszków
Wyszków là một thị trấn thuộc huyện Wyszkowski, tỉnh Mazowieckie ở trung-đông Ba Lan. Thị trấn có diện tích 21 km². Đến ngày 1 tháng 1 năm 2011, dân số của thị trấn là 27126 người và mật độ 1305 người/km².

## Lịch sử
Năm 1502, thị trấn Wyszków chính thức được thành lập. Từ năm 1655 – 1660, thị trấn này bị phá hủy bởi Chiến tranh miền Bắc lần thứ hai. Năm 1897, sau khi tuyến đường sắt Pilawa-Tluszcz-Ostrołęka được xây dựng, thị trấn Wyszków rất phát triển các ngành công nghiệp.

## Người Do Thái ở Wyszków
Trước Chiến tranh thế giới lần thứ hai, một nửa dân số của Wyszków là người Do Thái (khoảng 9.000 người); sau chiến tranh không còn ai là người Do Thái. Vào ngày 14 tháng 9 năm 1997, một đài tưởng niệm các nạn nhân Holocaust (là cuộc diệt chủng của người Do Thái trong Chiến tranh thế giới lần thứ hai ở Châu Âu) đã được khánh thành tại Wyszków. Nó được làm lại từ những bia mộ bị bỏ hoang của người Do Thái từ năm 1939, các lực lượng của Đức quốc xã đã sử dụng chúng làm đá lát và xây dựng trụ sở Gestapo. Những ngôi mộ này đã được khôi phục và kết hợp như một phần của di tích.
Mordechaj Anielewicz (1919 – 1943) sinh ra ở Wyszków. Ông là nhà lãnh đạo cuộc nổi dậy lớn nhất của người Do Thái trong Chiến tranh thế giới lần thứ hai. Ông chính là biểu tượng của lòng dũng cảm và sự hy sinh và cho đến ngày nay hình ảnh của ông đại diện cho sự nổi dậy của người Do Thái trong thời kỳ Holocaust.

## Những nhân vật nổi tiếng ở Wyszków

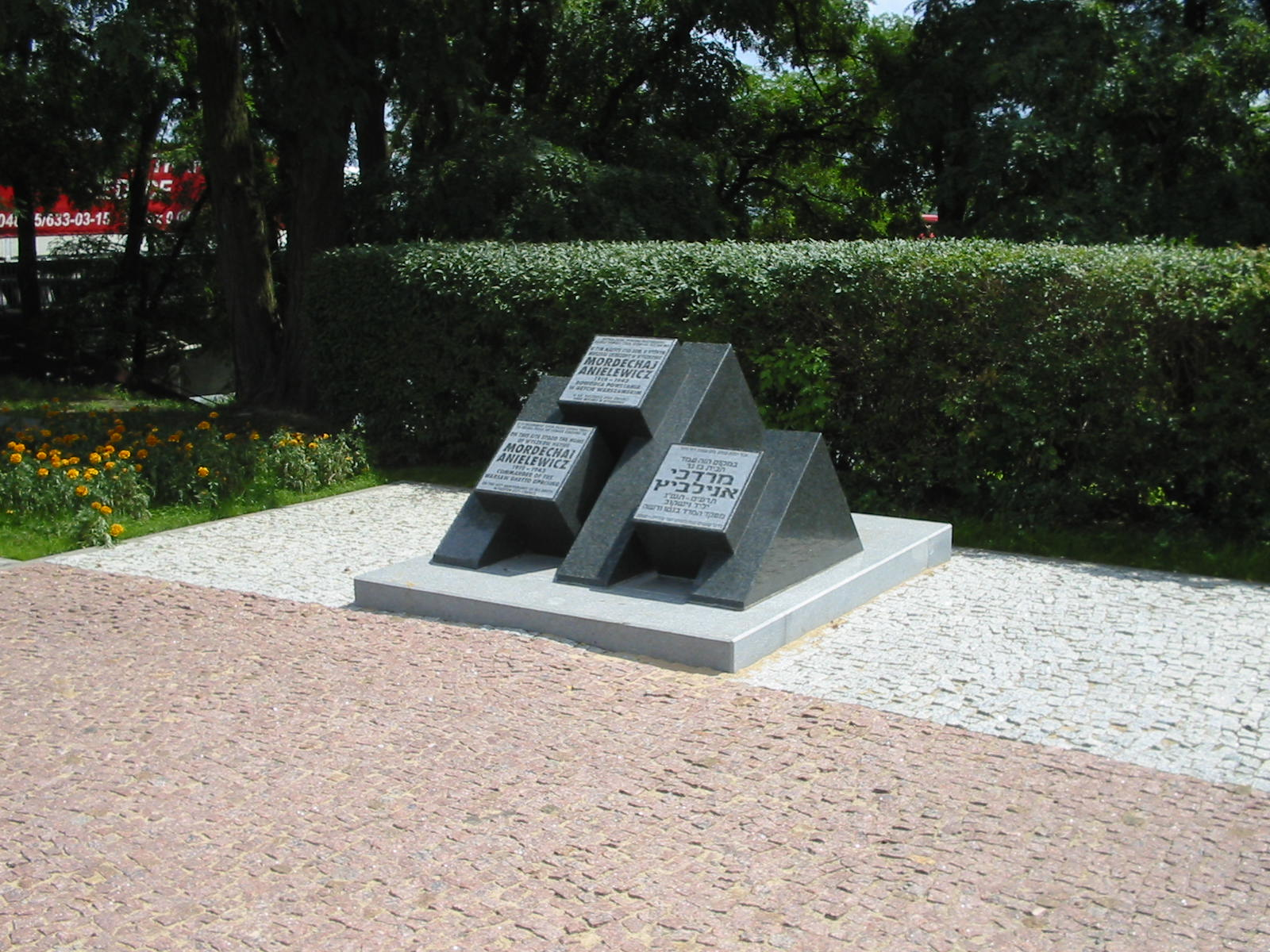
Đài tưởng niệm Mordechaj Anielewicz, ở Wyszków

- Mordechaj Anielewicz (1919 - 1943), lãnh đạo cuộc nổi dậy Warsaw Ghetto
- Jarosław Kalinowski (sinh năm 1962), một chính trị gia người Ba Lan
- Berek Lajcher (1893 - 1943), bác sĩ và nhà hoạt động người Do Thái gốc Ba Lan
- Lanberry (sinh năm 1987), ca sĩ và nhạc sĩ người Ba Lan